# برونیک
برونیک (به صربی: Brvenik) یک روستا در صربستان است که در Raška واقع شده‌است. برونیک ۶۷ نفر جمعیت دارد.